# Darren Manning

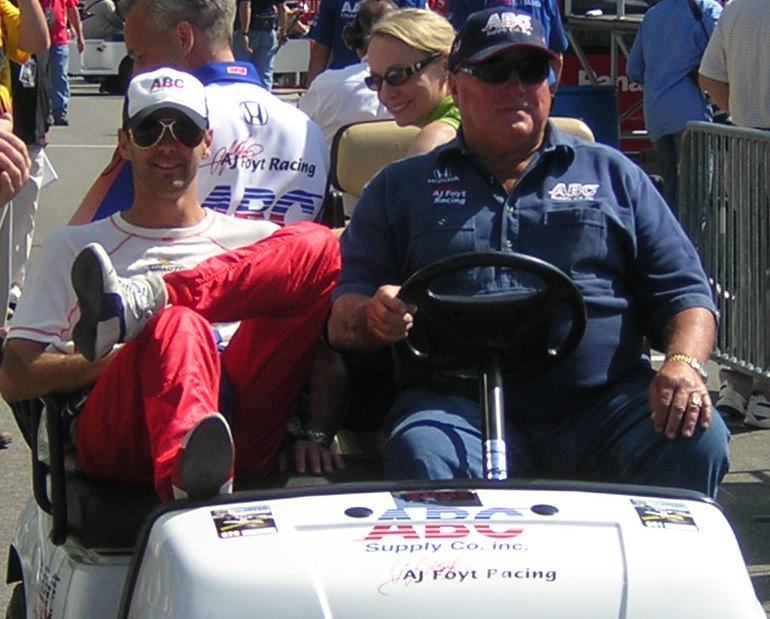
Darren Manning (links) mit A. J. Foyt

Darren Manning (* 30. April 1975 in North Yorkshire) ist ein ehemaliger britischer Automobilrennfahrer.

## Karriere
Darren Manning begann seine Karriere 1985 als Zehnjähriger im Kartsport. 1992 stieg er in die britische Formula First Winter Series in Brands Hatch ein und wurde zweiter. Von 1993 bis 1995 ging Manning in die Britische Formula Vauxhall championship und beendete nach zwei Einzelsiegen das Championat als Zweiter. 1996 wechselte er in die britische Formel 3 und fuhr zudem den Renault Spider Eurocup. 1998 fuhr Manning einige Rennen in der Japanischen Formel 3 und 1999 wurde Manning Koreanischer Formel 3 GP Sieger und Meister der Japanischen Formel 3.
2000 und 2001 stellte BAR-Honda ihn als Testfahrer ein. Neben Testfahrten fuhr er auch Rennen in der internationalen Formel-3000-Meisterschaft für das Arden-Team. 2002 fuhr er ein Rennen für das St.George-Team in der Champ Car World Series, ein Rennen im Porsche Supercup und ein Rennen in der Sportwagen-Weltmeisterschaft. 2003 belegte Manning in der Champ Car World Serie Platz 9. 2004 und 2005 ging er in die IndyCar Series, allerdings mit mäßigem Erfolg. 2006 vertrat er sein Land im A1 Grand Prix und fuhr außerdem ein GT2-Fahrzeug in der FIA-GT-Meisterschaft. 2007 belegte er bei den Indy Cars Platz 13.